# Пинаева, Елизавета Сергеевна
Елизавета Сергеевна Пинаева (нем. Elisabeth Pinajeff; 17 апреля 1900, Екатеринослав — 31 декабря 1995, Вильмуассон-сюр-Орж под Парижем) — немецко-французская киноактриса русского происхождения.

## Биография
Родилась в семье архитектора С. Пинаева и графини А. Поповой. Посещала драматическую школу, училась танцам. В Харькове брала уроки у мима Михаила Тарханова (1877—1948). После посещения киношколы участвовала в съёмках двух русских немых фильмов.
В 19 лет вышла замуж за инженера и уехала с ним в Берлин. Здесь ей помогло то, что датский режиссёр Карл Теодор Дрейер, искавший в 1921 г. русскоязычных актёров, взял её на второстепенную роль в фильме «Заклеймённые», основанном на романе «Elsker hverandre» (1912) датского писателя Оге Маделунга (об антисемитских погромах в предреволюционной России 1900—1905 гг.).
В 1929 г. познакомилась с фотографом Александром Биндером, была его моделью.
После захвата власти национал-социалистами в 1933 г. переехала из Германии во Францию, которая стала её второй родиной. В 1938 г. завершила кинокарьеру.
В период войны и в послевоенные годы вращалась в светских кругах Парижа. В 1950-х гг. состояла в интимных отношениях с Андрэ Ле Троке, президентом Национального собрания Франции (1954—1955, 1956—1958). Её имя упоминалось в скандале «розовых балетов» (1959), в котором А. Троке наряду с другими высокопоставленными лицами предъявлялись обвинения в педофилии.
Занималась живописью; ей позировали британская королева, а также жена французского президента Рене Коти.
Сведения о её жизни с 1960-х гг. не опубликованы.
Похоронена на кладбище Вокрессона (департамент О-де-Сен) рядом с матерью.

## Творчество
Её первые амплуа в немецких немых фильмах — «сладкая девушка», «салонная кукла». Первую заметную роль получила как партнёрша Олафа Фёнсса в детективе «Spitzen» (1926). Снималась с Альфонсом Фриландом («Охотно я целовал женщин», 1926, режиссёр Бруно Ран), с Гритом Хайдом и Хельгой Моландер (комедия «Три манекенщицы», 1926, режиссёр Яап Шпейер), с итальянской звездой немого кино Лучано Альбертини («Ринальдо Ринальдини. Приключение возвратившегося домой», 1927, режиссёр Макс Обаль). Хотя она не играла главных ролей, её появление в немых фильмах тех лет на фоне звёзд (Ксения Десни, Лиана Хайд, Харри Лидтке, Криста Торди, Фриц Камперс, Айвор Новелло, Хенни Портен, Густав Дисль) было заметным.
C 1930 г. снималась в звуковых лентах (её первый звуковой фильм — «Ruhiges Heim mit Küchenbenutzung. Das Mädel von der Operette», 1930, режиссёр — Карл Вильгельм). C 1932 г. в некоторых фильмах снималась под псевдонимом Лили Дорель (фр. Lily Dorell).

### Роли в кино
- 1922 Заклеймённые / Die Gezeichneten (1922) — Маня
- 1923 Граф Кон / Graf Cohn — Реха
- 1924 Бригантина из Нью-Йорка / Die Brigantin von New York
- 1924 Возлюбленные короля / Königsliebchen
- 1925 Люди у моря / Menschen am Meer
- 1926 Herrn Filip Collins Abenteuer — Элис Уолтерс
- 1926 Spitzen — Юлиана
- 1926 Малышка и её кавалер / Die Kleine und ihr Kavalier — фрау Долли Гарбе
- 1926 Смеющийся супруг / Der lachende Ehemann — Хелла, жена Брукнера
- 1926 Охотно я целовал женщин / Gern hab' ich die Frauen geküßt — Цецилия
- 1926 Три манекенщицы / Die drei Mannequins — манекенщица
- 1927 Ринальдо Ринальдини. Приключение возвратившегося домой / Rinaldo Rinaldini. Abenteuer eines Heimgekehrten — танцовщица Беатриче
- 1927 Рейнская девочка при рейнском вине / Ein rheinisches Mädchen beim rheinischen Wein — Жюльетта Грино, шансонетка
- 1927 О чём дети не говорят родителям / Was die Kinder ihren Eltern verschweigen — Китти
- 1927 Долларовая принцесса и её шесть женихов / Die Dollarprinzessin und ihre sechs Freier — Кларисса Клирт
- 1928 Микош возвращается / Mikosch rückt ein — Mizzi
- 1928 Грешница / Die Sünderin — Одетта Аубин
- 1928 Любовь на лыжах / Amor auf Ski — Ида, подругп Эллис
- 1928 Дама и её шофёр / Die Dame und ihr Chauffeur — Бикки
- 1928 Лучший господин / Ein besserer Herr — г-жа Прандон, танцовщица
- 1928 Элегантный гусар / Der fesche Husar —
- 1928 Полуночный вальс / Der Mitternachtswalzer
- 1929 Материнская любовь / Mutterliebe — Анита, жена Фогта
- 1930 Ruhiges Heim mit Küchenbenutzung. Das Mädel von der Operette — Bella Donna
- 1930 Tingel-Tangel — Соня
- 1931 Тень ада / Schatten der Unterwelt / фр. Ombres des bas fonds — Иветта Финетти
- 1932 Die Vier um Bob 13 / фр. L'amour en vitesse (как Лили Дорель)
- 1932 Madame hat Ausgang / L’amoureuse aventure (как Лили Дорель) — подруга Вернье
- 1932 Le triangle de feu (как Лили Дорель) — Вера
- 1933 Vacances conjugales (как Лили Дорель) — Долли Крокетт
- 1938 La Tragédie impériale (как Лили Дорель)